# 銭寛
銭 寛（せん かん、大和9年（835年）- 乾寧2年4月18日（895年5月16日））は、中国五代十国時代の呉越の創建者である武粛王銭鏐の父。字は宏道。杭州臨安県の人。

## 人物
『呉越備史』によると、唐初の功臣の巣国公銭九隴の末裔とされているが、確かな家系は不明である。妻の水丘氏との間に銭鏐を始めとする5男3女を儲けた。銭鏐の誕生に際して家の中に赤い光彩が充満するとこれを怪しく思い、子供を井戸に捨てようとしたが、母親の引き止めにより断念したという。文徳元年（888年）、銭鏐が唐から検校司空を授かったのに伴い威勝軍節度推官・検校尚書に封じられた。
乾寧2年（895年）4月、享年61歳で死去。晩年は軍閥として出世した銭鏐が故郷に邸宅を建てたり、華やかな日常を楽しむことについて「わが家は代々農業と漁業に従事し、これほど富貴になったことはなかった。お前はもう13州（両浙）の主人になって3面の敵を迎え利益を争奪するから、とてもお前を見るのが難しいな」と厳しく訓戒したという逸話が伝わる。
死後、5年が経って遺体は安国県錦北郷に埋葬。尚書左僕射が追贈されており、職方郎中・太府少卿・礼部尚書・開府儀同三司・守太師・中書令の官爵が加わった。後梁の開平4年（910年）、英顕王に追封された。
銭寛の墓は1978年10月、杭州市臨安区錦城鎮にある明堂山で発見され、妻の水丘氏の墓も2年後に発掘されている。

## 家族

### 父母
- 祖父：洪勝王 銭沛
- 祖母：斉国太夫人童氏
- 父：建初王 銭宙
- 母：晋国九華太夫人水丘氏

### 妻妾
- 妻：趙国太玄夫人水丘氏

### 男子
- 武粛王 銭鏐
- 銭錡
- 銭鏢 - 十国呉の右龍武統軍
- 銭鐸 - 安南軍節度使
- 銭鏵 - 楚国公、諡は忠簡

### 女子
- 長女 - 馬綽に嫁ぐ
- 次女 - 曹仲達に嫁ぐ
- 三女 - 呉仁徳に嫁ぐ